# جيمس جي. ديكسون
جيمس جي. ديكسون (بالإنجليزية: James G. Dickson) هو أخصائي فطريات وعالم نبات أمريكي، ولد في 1891، وتوفي في 1962.